# Брох, Герман
Герман Брох (нем. Hermann Broch; 1 ноября 1886, Вена — 30 мая 1951, Нью-Хейвен, Коннектикут, США) — австрийский писатель, драматург, философ, прозаик, эссеист.

## Биография
Родился в состоятельной еврейской семье, сын текстильного фабриканта. Учился на инженера. С 1916 по 1927 управлял делами отца. В то же время с 1911 в качестве вольнослушателя посещал лекции по физике, философии и психологии в Венском университете. После продажи отцовских фабрик Брох в 1929—1932 снова слушает в Венском университете лекции по философии и математике, дебютирует как писатель. Наряду с художественной прозой пишет философские эссе о литературе и морали. 
В 1938 арестован гестапо, через три недели, после протестов мировой общественности (главную роль здесь сыграл Джеймс Джойс), был освобожден, выехал в Великобританию, благодаря помощи Т. Манна получил визу на въезд в США. Принял католицизм. Много работал не только над прозой (при этом постоянно пытаясь отказаться от художественного творчества), но и над трудами по философии, математике, массовой психологии, идя в этом параллельно поискам Музиля, Канетти и во всем имея в виду свою главную тему — кризис и распад ценностей в австрийском обществе 1880—1930-х годов.

## Произведения
- Лунатики. Роман-трилогия (Die Schlafwandler: Eine Romantrilogie) (1931—1932)
- Неизвестная величина (Die unbekannte Grösse) (1933)
- Зло в системе ценностей искусства (Das Böse im Wertsystem der Kunst) (1933)
- Джеймс Джойс и современность (James Joyce und die Gegenwart) (1936)
- Дух и дух времени (Geist und Zeitgeist) (1943)
- Смерть Вергилия (Der Tod des Vergil) (1945)
- Невиновные (Die Schuldlosen) (1950)
- Искуситель (Der Versucher) (1953)
- Познание и литературное творчество (Dichten und Erkennen) (1955)
- Психология масс (Massenpsychologie) (1959)
- Гофмансталь и его эпоха (Hofmannsthal und seine Zeit) (1964)
- Чары (Die Verzauberung) (1976)

## Сводные издания
- Kommentierte Werkausgabe im 13 Bd/ Paul Michael Lützeler (Hrsg.). Frankfurt: Suhrkamp, 1974—1981

## Публикации на русском языке
- Новеллы. Л.: Художественная литература, 1985
- Невиновные. Смерть Вергилия. М.: Радуга, 1990
- Лунатики: Роман-трилогия. В 2-х тт. Киев: Лабиринт; СПб: Алетейя, 1996
- О литературе// Вопросы литературы, 1998, № 4
- Смерть Вергилия. СПб: Азбука: Азбука-Аттикус, 2023